# Erysimum aureum
Erysimum aureum är en korsblommig växtart som beskrevs av Friedrich August Marschall von Bieberstein. Erysimum aureum ingår i släktet kårlar, och familjen korsblommiga växter. Inga underarter finns listade i Catalogue of Life.